# Under overfladen
|  | Denne artikel er oprettet af botten PalnaBot ud fra en ekstern database. Den kan derfor have sproglige fejl eller mangler. Denne skabelon kan fjernes efter kontrol af indholdet. |

Under overfladen er en film instrueret af Morten Køhlert efter manuskript af Nikolaj Scherfig.

## Handling
Da Jesper en eftermiddag ser en ung pige falde overbord fra en af havnens dyre motorbåde, hopper han resolut i vandet og redder hende. Hendes navn er Line. Det er sommer i Rungsted, og musikken drøner på fuld styrke. Line er en ung og smuk pige, som på femte år danner par med Victor fra Rungsted. Jesper er en sund, uspoleret fyr fra Holbæk, som kommer til Rungsted for at passe en strandvejsvilla. Victor, Lines kæreste, der er 'født' med en diamantbesat 24-karats guldske i munden, fordriver tiden med sine grænseoverskridende 'lege' med sine venner.